# Houmuwu ding

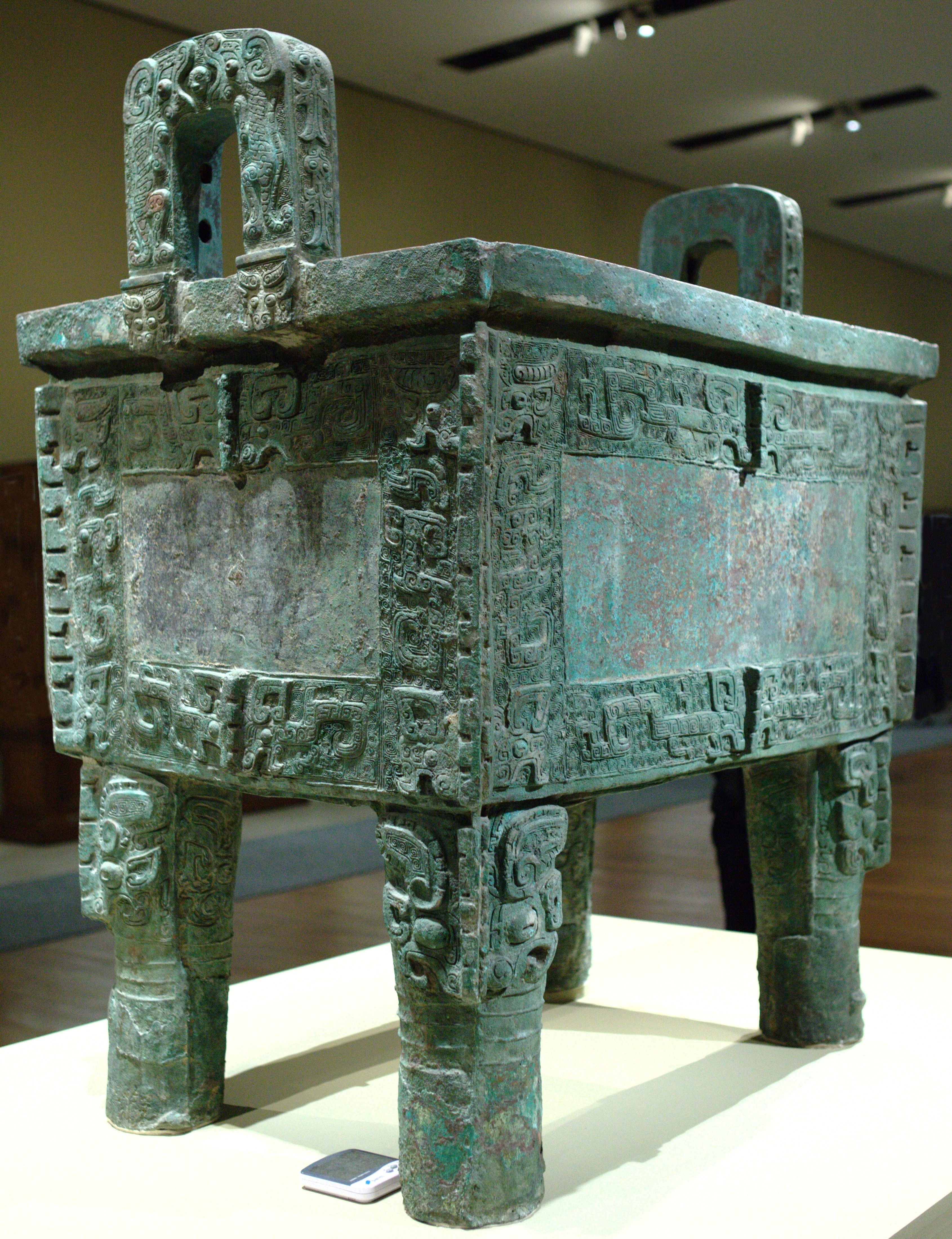
El Houmuwu ding, conservado en el Museo Nacional de China.

Houmuwu ding (en chino simplificado, 后母戊鼎; pinyin, Hòumǔwù dǐng), anteriormente llamada Simuwu ding (en chino simplificado, 司母戊鼎; pinyin, Sīmǔwù dǐng), es una vasija de bronce de función sacrificial (ding, uno de los tipos de bronces rituales chinos) de la dinastía Shang. Se la considera la mayor pieza arqueológica de bronce conservada del mundo antiguo. Fue hallada en el poblado de Wuguan (Anyang, Henan) en 1939.
Su denominación se debe a la inscripción existente en su cara interior: "Reina Madre Wu" (en chino, 后母戊; pinyin, Hòumǔwù); que es el nombre de templo de Fu Jing, una reina de Wu Ding. El ding fue realizado tras su muerte, presumiblemente por su hijo, Zu Geng de Shang. Aunque su hallazgo se produjo en 1939, la tumba de Fu Jing no se localizó hasta 1959, habiendo sido probablemente saqueada.

## Descripción

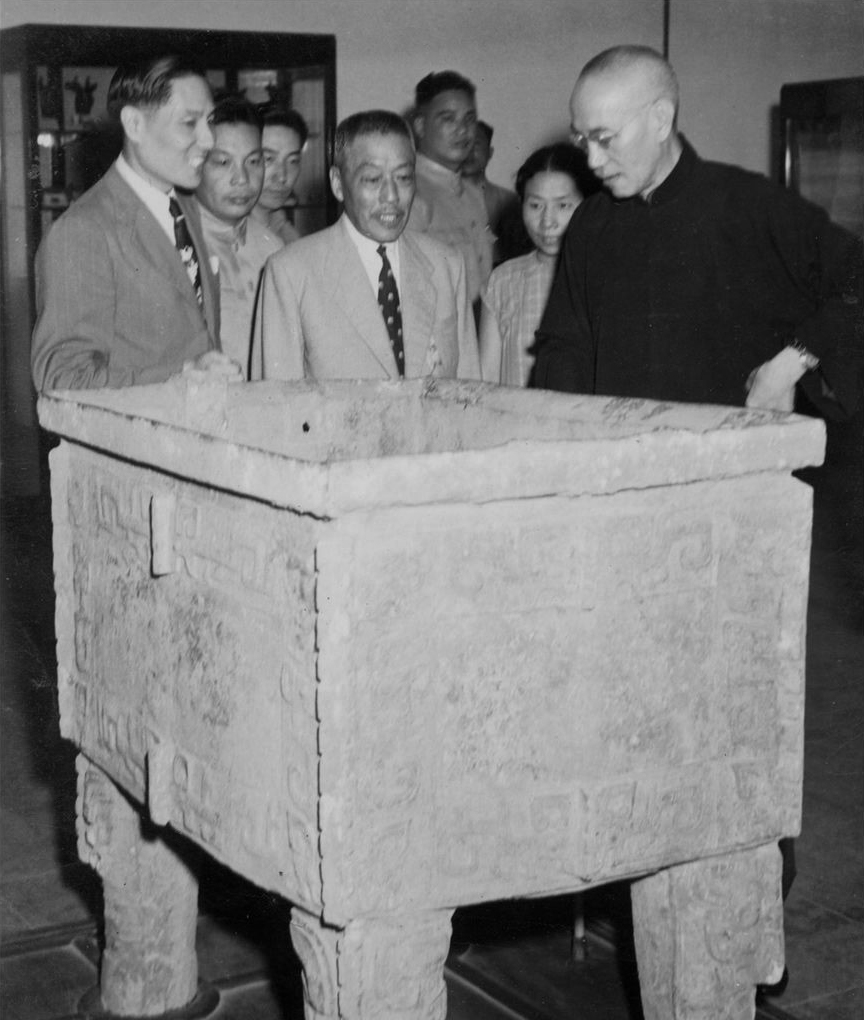
Chiang Kai-shek (a la derecha) contemplando el Houmuwu ding en 1948.

El ding es del tipo rectangular, con cuatro patas. Tiene 133 centímetros de alto, 110 de ancho, 79 de profundo, y pesa 832.84 kilogramos. Comparado con dings anteriores, como el ding rectangular Duling, es más ancho, y sus paredes más gruesas, lo que le hace más masivo. Cada lado tiene un espacio en blanco en el centro, rodeado por una banda de decoración en forma de taotie (criaturas de rostro animal) y kuilong (dragones de una pata). Tiene dos asas, cada una decorada en su exterior con dos tigres enfrentados entre sí, con sus garras cerrándose en torno a una cabeza humana dispuesta entre ellos, una imagen también encontrada en las hachas de guerra de Fu Hao.

## Debate en torno a la inscripción
La inscripción se leyó inicialmente como sīmǔwù (司母戊), pero desde los años 1970 los estudiosos han alcanzado el consenso de que el primer carácter debe leerse como hou (后), que significa "reina", lo que es imagen especular de si (司) en la escritura en huesos oraculares. El Museo Nacional de China ha corregido oficialmente su nombre. Esa lectura de la inscripción implicaba que estaba dedicada a una esposa de Wu Yi de Shang (quien reinó ca. 1147–1112 a. C.), siendo el donante su hijo, Wen Ding (que reinó ca. 1112–1102 a. C.) Si se entiende el primer carácter como hou, lo convierte en el nombre de templo de Fu Jing, que vivió antes.